# Hymedesmia canadensis
Hymedesmia canadensis är en svampdjursart som beskrevs av Ginn, Logan, Thomas och van Soest 1998. Hymedesmia canadensis ingår i släktet Hymedesmia och familjen Hymedesmiidae. Inga underarter finns listade i Catalogue of Life.